# Список храмов города Архангельска
Архангельск до 1917 года был наполнен большим количеством храмов. Первым из них был Михаило-Архангельский монастырь. За время антирелигиозных гонений в СССР, из 34 храмов Архангельска 17 были уничтожены. Также во время Великой Отечественной войны некоторые храмы города были разрушены. 

## Храмы
| #  | Наименование                                                                          | Изображение | Дата строительства                                | Современный адрес                                                                        | Координаты           | Комментарий | Статус       |
| -- | ------------------------------------------------------------------------------------- | ----------- | ------------------------------------------------- | ---------------------------------------------------------------------------------------- | -------------------- | --- | ------------ |
| 1  | Церковь иконы Божией Матери «Взыскание погибших»                                      |             | Между 2008 и 2011                                 | Россия, Архангельская область, Архангельск, п. Жаровиха, рядом с Жаровихинским кладбищем | 64.490399, 40.748178 | Церковь построена по инициативе местных жителей. Архитектором является Дмитрий Яскорский. Основана в 2006 году, окончание строительства последнего здания приходится на 2008—2011 год. Представляет собой «одноглавый кубический четверик с небольшой высокой трапезной и шатровой колокольней». | Действует    |
| 2  | Домовая церковь иконы Божией Матери «Живоносный источник» при Архиерейском доме       |             | Между 1897 и 1898                                 | г. Архангельск, наб. Северной Двины, д. 23                                               | 64.529166, 40.544216 | Архангельский купец Афанасий Плотников построил здание архиерейского дома в 1819 году. Затем здание купил Петр Чернышев. В 1869 году здание переходит в собственность Архиерийского домоуправления. В 1897 году в честь иконы Божией Матери «Живоносный Источник» строится двухэтажная кирпичная однопрестольная церковь, которая была освещена в 1898 году. На данный момент в здании находится научная лаборатория Института экологических проблем Севера Уральского отделения РАН. | Не действует |
| 3  | Церковь иконы Божией Матери «Неопалимая Купина»                                       |             | 2011                                              | Архангельская область, город Архангельск, ул. Ленина, 25                                 | 64.52091, 40.646308  | Церковь построена по благословению епископа Архангельского и Холмогорского Даниила и освещена в 2011 году в день празднования образа «Неопалимая Купина» 17 сентября в пожарной части Архангельска. | Действует    |
| 4  | Церковь иконы Божией Матери «Целительница» при больнице УФСИН                         |             | не ранее 2013                                     | Россия, Архангельская область, г. Архангельск, ул. Онежская, д. 22                       | 64.514071, 40.550638 | Храм освятил на территории больницы УФСИН России в 2013 году митрополит Архангельский и Холмогорский Даниил. | Действует    |
| 5  | Домовая церковь Александра Невского при бывшем дисциплинарном полуэкипаже             |             | 1908. Обустроена в здании постройки 1820—1825 гг. | г. Архангельск, Никольский проспект, д. 27                                               | 64.573828, 40.508075 | | Не действует |
| 6  | Церковь Алексия царевича при Епархиальной воскресной школе                            |             |                                                   | Архангельская обл., г. Архангельск, ул. Ильинская, 3                                     | 64.528243, 40.58098  | | Действует    |
| 7  | Церковь Антония, архиепископа Архангельского                                          |             | не ранее 2008                                     | Архангельская обл., г. Архангельск, ул. Дружбы, 18                                       | 64.503212, 40.634128 | | Действует    |
| 8  | Церковь Всех Святых                                                                   |             | 1809                                              | 163045, г. Архангельск, ул. Суворова, 37                                                 | 64.554849, 40.544567 | У алтаря храма похоронен епископ Архангельский и Холмогорский Тихон (Степанов), скончавшийся 20 октября 2010 г. | Действует    |
| 9  | Церковь Зосимы, Савватия и Германа Соловецких                                         |             | 1898                                              | 163061, Россия, Архангельская область, г. Архангельск, наб. Северной Двины, д. 77/1      | 64.534299, 40.517902 | Хотелось бы сообщить, что наш последний батюшка иеромонах Исихий когда-то служил иеродиаконом в этом подворье. Репрессирован в 1937 г. Приговор-10 лет, из лагеря не вернулся. Он есть в книге памяти репрессированных, но под мирским именем — Романюк Иван Максимович. Близлальская Покровская церковь, теперь это Кировская обл. А также его брат-иеромонах Вениамин/Романюк Василий Максимович/, репрессирован. Они помогали ссыльному духовенству и монашествующим собратьям Соловецкаго монастыря. Помяните их и желательно исправить на Исихий. На сайте Свято-Тихоновского университета/Новомученики, исповедники…../они оба есть, но Исихий идет под гражданским именем, а Вениамин под монашеским как гражданским. Сам я по возрасту уже не могу пользоваться компьютером свободно. Ради Бога, сообщите священоначалию об этом, моя покойная тетя не дожила до прославления новомучеников. Она им помогала. Также помяните за упокой архимандрита Модеста-Туровецкий пастырь. Тоже бывший репрессированный — Мелентьев Андрей Александрович — это архим. Модест. | Действует    |
| 10 | Домовая церковь Иоанна Богослова при бывшей Духовной семинарии                        |             | Между 1908 и 1910                                 | Россия, Архангельская область, Архангельск, пр. Ломоносова, 4                            | 64.530485, 40.564709 | | Не действует |
| 11 | Церковь Казанской иконы Божией Матери (временная)                                     |             | Между 2020 и 2021                                 | Архангельская область, Архангельск, Исакогорский округ, ул. Доковская, д. 40             | 64.468007, 40.617892 | Регулярные богослужения совершаются с 7 января 2021 года. Настоятель иеромонах Феофил (Волик). | Действует    |
| 12 | Домовая церковь Казанской иконы Божией Матери при бывшем женском епархиальном училище |             | не ранее 1912.                                    | г. Архангельск, Набережная Северной Двины, 17                                            | 64.528651, 40.550526 | | Не действует |
| 13 | Церковь Мартина Исповедника в Соломбале                                               |             | Между 1803 и 1806                                 | г. Архангельск, ул. Терехина, д. 75                                                      | 64.580928, 40.528204 | | Действует    |
| 14 | Церковь Матроны Московской                                                            |             | Между 2007 и 2015                                 | г. Архангельск , Московский просп., 44                                                   | 64.531277, 40.61054  | | Действует    |
| 15 | Неизвестная церковь при Кузнечевской богадельне                                       |             | Между 1905 и 1906                                 | г. Архангельск, ул. Суворова, 35Б (восточная часть дома улица Суворова, 35/109)          | 64.555456, 40.543093 | | Не действует |
| 16 | Церковь Николая Чудотворца в посёлке Дорожников                                       |             | 2017                                              | г. Архангельск, ул. Дорожников, 6                                                        | 64.412638, 40.591195 | | Действует    |
| 17 | Церковь Николая Чудотворца в Соломбале                                                |             | 1673. В 1854 перенесена на нынешнее место         | Архангельск, район Соломбала, пос. Кемский, улица Михайловой, дом 6.                     | 64.577159, 40.533548 | | Не действует |
| 18 | Церковь Тихона, Патриарха Всероссийского                                              |             | Между 2003 и 2010                                 | г. Архангельск, ул. Ильича, 28                                                           | 64.594472, 40.576085 | | Действует    |
| 19 | Церковь Троицы Живоначальной                                                          |             | Между 1745 и 1764                                 | г. Архангельск, ул. Комсомольская, д. 1А                                                 | 64.563989, 40.530024 | Троицкая и Богоявленская церкви изначально располагались в Новодвинской крепости на острове Бровенник в устье Северной Двины. В 1716 году охранявшие крепость стрелецкий и гайдуцкий полки были переведены на берег Кузнечихи. Деревянные церкви были разобраны и перенесены на новое место. Последний настоятель храма протоиерей Николай Данилович Родимов был расстрелян в 1938 году, а в 2006-м — канонизирован в чине новомучеников и исповедников Российских. От некоторых икон в храме иногда само собой истекает благовонное масло — миро. | Действует    |
| 20 | Церковь Успения Пресвятой Богородицы (новая)                                          |             | Между 2003 и 2008.                                | г. Архангельск, ул. Логинова, д.1                                                        | 64.550125, 40.515232 | | Действует    |

## Подвория монастырей
| # | Наименование                                                                                | Изображение | Дата строительства                                                                                      | Современный адрес                                                      | Координаты           | Комментарий | Статус       |
| - | ------------------------------------------------------------------------------------------- | ----------- | --- | ---------------------------------------------------------------------- | -------------------- | ----------- | ------------ |
| 1 | Домовая церковь иконы Божией Матери «Скоропослушница» на бывшем подворье Сурского монастыря |             | 1907 | г. Архангельск, ул. Набережная, 47                                     | 64.531015, 40.532773 |             | Не действует |
| 2 | Церковь Александра Невского на подворье Артемиево-Веркольского монастыря                    |             | Между 2006 и 2007.                                                                                      | Архангельск, Ленинградский пр., д. 264                                 | 64.507524, 40.664295 |             | Действует    |
| 3 | Церковь Николая Чудотворца на подворье Николо-Корельского монастыря                         |             | 1904. Восстанавливать Никольский храм начали в 1992 г., строительство колокольни закончилось в 2005 г.. | Россия, Архангельская область, г. Архангельск, переулок Театральный, 3 | 64.533731, 40.52074  |             | Действует    |

## Соборы
| # | Наименование                                           | Изображение | Дата строительства  | Современный адрес                                                           | Координаты           | Комментарий | Статус     |
| - | ------------------------------------------------------ | ----------- | ------------------- | --------------------------------------------------------------------------- | -------------------- | --- | ---------- |
| 1 | Собор Илии Пророка на Смольном Буяне                   |             | Между 1807 и 1809   | 163002, Россия, Архангельская область, г. Архангельск, ул. Ильинская, д. 10 | 64.529979, 40.582554 | Ильинский собор в числе шести на территории области вообще не закрывался. О пребывании владыки Михаила (Постникова) в Архангельске вообще нет свидетельств, а везде указывается, что в епархию он даже не приезжал. С почтением, О. Б. Молодов, к.и.н."Собор 1943 года" никаких епископов ни на какие кафедры не назначал, ограничившись избранием Московского митрополита Сергия (Страгородского) Московским же Патриархом. Епископ Михаил (Постников) был назначен на Архангельскую кафедру 12 февраля 1944 г. «Север дикий» он не любил и ехать туда отказался. Но для того, чтобы присвоить церкви статус собора, совсем не обязательно приезжать в Архангельск. Весной того же 1944 г. на Архангельскую кафедру нашли нового кандидата, вдового протоиерея Михаила Смирнова, хорошо знакомого с Русским Севером по Соловкам и Кемским лагерям. Он был пострижен с именем Леонтий и 6 мая 1944 г. хиротонисан во епископа. Епископ Леонтий скончался в Архангельске 28 января 1953 г. и погребен у алтаря Ильинского кафедрального (кладбищенского) собора | Действует  |
| 2 | Кафедральный собор Михаила Архангела                   |             | Между 2008 и 2022   | г. Архангельск, набережная Северной Двины, 51                               | 64.529377, 40.536332 | Главный архитектор собора: руководитель Архангельского областного агентства архитектуры и градостроительства Дмитрий Станиславович Яскорский. | Действует  |
| 3 | Собор Новомучеников и исповедников земли Архангельской |             | приблизительно 2008 | г. Архангельск, проспект Дзержинского, 11                                   | 64.550315, 40.572092 | | Действует  |
| 4 | Собор Спаса Преображения (новый)                       |             | не ранее 2018       | г. Архангельск, Никольский проспект, 28                                     | 64.572815, 40.512201 | | Действует. |

## Часовни
| # | Наименование                | Изображение | Дата строительства | Современный адрес                                        | Координаты           | Комментарий                                                                            | Статус    |
| - | --------------------------- | ----------- | ------------------ | -------------------------------------------------------- | -------------------- | -------------------------------------------------------------------------------------- | --------- |
| 1 | Часовня Илии Пророка        |             | 2016               | 163045, г. Архангельск, Вологодское кладбище             | 64.552906, 40.541981 |                                                                                        | Действует |
| 2 | Часовня Матроны Московской  |             | 2009               | Архангельск, пл. Профсоюзов                              | 64.52974, 40.535254  | В часовне хранится образ с частицей мощей святой блаженной старицы Матроны Московской. | Действует |
| 3 | Часовня Михаила Архангела   |             | Между 2007 и 2009  | Архангельск, пл. Профсоюзов                              | 64.529691, 40.534798 |                                                                                        | Действует |
| 4 | Часовня Николая Чудотворца  |             | не ранее 2010      | г. Архангельск, ул. Выучейского                          | 64.530913, 40.537422 |                                                                                        | Действует |
| 5 | Часовня Сергия Радонежского |             | Между 2007 и 2008  | Россия, город Архангельск, проспект Дзержинского, д. 11А | 64.55014, 40.571402  |                                                                                        | Действует |